# Piper robleanum
Piper robleanum är en pepparväxtart som beskrevs av Trel. & Yunck.. Piper robleanum ingår i släktet Piper och familjen pepparväxter. Inga underarter finns listade i Catalogue of Life.